# Discografia di Fred Buscaglione
Questa voce elenca l'intera discografia di Fred Buscaglione del biennio 1951–1952 con i dischi pubblicati per l'etichetta La voce del padrone, e dal 1955 al 1960 con i dischi pubblicati dalla Cetra, in seguito divenuta Fonit Cetra.
Consistono in 36 dischi a 78 giri, 54 dischi a 45 giri, 23 EP, 2 dischi a 16 giri, 5 dischi a 33 giri pubblicati in vita, 2 dischi a 33 giri immediatamente dopo la scomparsa; inoltre vi sono comprese le 17 raccolte postume pubblicate dal 1987 al 2016.
I dischi contrassegnati dall'asterisco contengono alcune canzoni cantate da Fatima Robin's.

## Singoli

### Dischi a 78 giri da 25 cm
- Ottobre 1951 – Madama Doré/C'est la vie – La voce del padrone HN 3096
- 22 ottobre 1952 – Vous qui passez sans me voir/Pretty Eyed Baby – La voce del padrone HN 3117
- 22 dicembre 1952 – Dulcissimo mambo/Meu Rio De Janeiro – La voce del padrone HN 3123
- 22 dicembre 1952 – Nonna Nunnarella/Tu dal cielo – La voce del padrone HN 3131
- 22 ottobre 1955 – Che bambola!!/Giacomino – Cetra DC 6421
- 22 ottobre 1955 – Porfirio Villarosa/Niente visone – Cetra DC 6422
- 22 ottobre 1955 – Teresa non sparare/Frankie and Johnny – Cetra DC 6423
- 1956 – Io piaccio/Dixieland 53 – Cetra, DC 6446 – AA 839
- 1956 – Tango delle capinere/Silbando mambo – Cetra DC 6447
- 1956 – Margie/Mister Sandman – Cetra DC 6448
- 1956 – Astermambo/Making Woopie – Cetra DC 6449
- 1956 – Pensa ai fatti tuoi/Le rififi – Cetra DC 6450
- 1957 – Parlami d'amore Mariù/Il siero di Strokomogoloff – Cetra DC 6754
- 1957 – Five 'o clock rock/Voglio scoprir l'America – Cetra DC 6755
- 1957 – Supermolleggiata/'A coda 'e cavallo – Cetra DC 6756
- 1957 – Pericolosissima/Moreto Moreto – Cetra DC 6757
- 1957 – Rock rights/Whisky facile – Cetra DC 6758
- 1957 – 5.10.15 hours/Troviamoci domani a Portofino – Cetra DC 6759
- 1958 – Vocca rossa/Eri piccola così – Fonit Cetra DC 6880
- 1958 – Cocco bello/Vecchio boxeur – Fonit Cetra DC 6881
- 1958 – Fantastica/Non potrai dimenticare – Fonit Cetra DC 6882
- 1958 – Cos'è un bacio/Nel blu, dipinto di blu – Fonit Cetra DC 6883
- 1958 – Dors mon amour/Sei chic – Fonit Cetra, DC 6903
- 1958 – Come prima/Giorgio (del Lago Maggiore) – Fonit Cetra DC 6904
- 1958 – Love in Portofino/Non partir – Fonit Cetra DC 6905
- 1958 – I love you forestiera – Tre volte baciami/Sogno d'estate – Fonit Cetra DC 6906
- 1958 – Colonel Bogey/La trifola – Fonit Cetra, DC 6911
- 1958 – Magic moments/Con tutto il cuore – Fonit Cetra, DC 6944
- 1958 – Buonasera (signorina)/Let's bop – Fonit Cetra, DC 6945
- 1958 – Io/Lo stregone – Witch doctor – Fonit Cetra, DC 6975
- 1958 – Night train rock/Tequila – Fonit Cetra, DC 6976
- 1958 – Al chiar di luna porto fortuna/Lontano da te – Fonit Cetra, DC 6977
- 1958 – Boccuccia di rosa/Mia cara Venezia – Fonit Cetra, DC 6978
- 1958 – Ogni notte così/Non è così – Fonit Cetra, DC 6979
- 1958 – Julia/Habana – Fonit Cetra, DC 6980
- 1958 – Juke box/Donna di nessuno – Fonit Cetra, DC 6981

### Dischi a 45 giri da 17,5 cm
- 1957 – Che bambola/Giacomino – Cetra, SP 22
- 1957 – Teresa non sparare/Porfirio Villarosa – Cetra, SP 23
- 1957 – Niente visone/Pensa ai fatti tuoi – Cetra, SP 24
- 1957 – Parlami d'amore Mariù/Il siero di Strokomogoloff – Cetra, SP 36
- 1957 – Five 'o clock rock/Voglio scoprir l'America – Cetra, SP 37
- 1957 – Supermolleggiata/'A coda 'e cavallo – Cetra, SP 38
- 1957 – Pericolosissima/Moreto Moreto – Cetra, SP 39
- 1957 – Whisky facile/Rock right* – Cetra, SP 40
- 1957 – Troviamoci domani a Portofino/5–10–15 hours* – Cetra, SP 41
- 1957 – Armen's theme/Too marvellous for words* – Cetra, SP 42
- 1957 – Bonsoir jolie madame/La cambiale – Cetra, SP 43
- 1958 – Eri piccola così/Vocca rossa – Fonit Cetra, SP 141
- 1958 – Cocco bello/Vecchio boxeur – Fonit Cetra, SP 142
- 1958 – Fantastica/Non potrai dimenticare – Fonit Cetra, SP 143
- 1958 – Nel blu, dipinto di blu/Cos'è un bacio – Fonit Cetra, SP 144
- 1958 – Cocco bello/Eri piccola così – Fonit Cetra, SP 147
- 1958 – Dors mon amour/Sei chic – Fonit Cetra, SP 193
- 1958 – Come prima/Giorgio (del Lago Maggiore) – Fonit Cetra, SP 194
- 12 maggio 1958 – Love in Portofino/Non partir – Fonit Cetra, SP 195
- 1958 – I love you forestiera – Tre volte baciami/Sogno d'estate* – Fonit Cetra, SP 196
- 1958 – Colonel Bogey/La trifola – Fonit Cetra, SP 221
- 1958 – Magic moments/Con tutto il cuore – Fonit Cetra, SP 272
- 1958 – Buonasera (signorina)/Let's bop – Fonit Cetra, SP 273
- 1958 – I love you forestiera – Tre volte baciami/La trifola* – Fonit Cetra, SP 292
- 1958 – Io/Lo stregone – Witch doctor – Fonit Cetra, SP 294
- 1958 – Night train rock/Tequila – Fonit Cetra, SP 295
- 1958 – Al chiar di luna porto fortuna/Lontano da te – Fonit Cetra, SP 296
- 1958 – Boccuccia di rosa/Mia cara Venezia – Fonit Cetra, SP 297
- 1958 – Ogni notte così/Non è così – Fonit Cetra, SP 298
- 1958 – Julia/Habana – Fonit Cetra, SP 299
- 1958 – Juke box/Donna di nessuno – Fonit Cetra, SP 300
- 1959 – Amare un'altra/La mia piccola pena – Fonit Cetra, SP 440
- 1959 – Piove/Strade – Fonit Cetra, SP 443
- 1959 – Carina/Senza sogni – Fonit Cetra, SP 444
- 1959 – Le rififi/Pensa ai fatti tuoi – Fonit Cetra, SP 452
- 1959 – Che notte/Ciao Joe – Fonit Cetra, SP 460
- 1959 – Tu non devi farlo più/Piangi – Fonit Cetra, SP 494
- 1959 – Guarda che luna/Pity Pity – Fonit Cetra, SP 495
- 1959 – Señora/Terziglia – Fonit Cetra, SP 496
- 1959 – Cha cha cha de los cariñosos/La tazza di tè – Fonit Cetra, SP 497
- 1959 – Guarda che luna/Strade – Fonit Cetra, SP 517
- 1959 – Siamo gli evasi/Criminalmente bella – Fonit Cetra, SP 561
- 1959 – Si son rotti i Platters/Lasciati baciare – Fonit Cetra, SP 562
- 1959 – Sei donna/Ricordati di Rimini – Fonit Cetra, SP 563
- 1959 – Il moralista/Un piccolo bacio – Fonit Cetra, SP 611
- 1959 – Il dritto di Chicago/Una sigaretta – Fonit Cetra, SP 644
- 1959 – Sofisticata/Le bambole d'Italia – Fonit Cetra, SP 645
- 1959 – Non sei bellissima/Vuoi – Fonit Cetra, SP 678
- 1959 – Mi sei rimasta negli occhi/Che bella cosa sei – Fonit Cetra, SP 679
- 1959 – A qualcuno piace Fred/Ninna nanna del duro – Fonit Cetra, SP 703
- 1959 – Pretty Eyed Baby/C'est la vie – La voce del padrone, 7 MQ 1283
- 1960 – Cielo dei bars/Noi duri – Fonit Cetra, SP 713
- 1960 – Sgancia e pedala/Tu che ne dici – Fonit Cetra, SP 720
- 1960 – Ogni notte così/Whisky facile (con Coro di Voci Bianche) – Fonit Cetra, SP 722

## EP
- 1956 – Teresa non sparare/Porfirio Villarosa/Che bambola!/Pensa ai fatti tuoi – Cetra, EP 0560
- 1957 – Giacomino/Io piaccio/Pensa ai fatti tuoi/Silbando manbo – Cetra, EP 0561
- 1957 – Le nuove canzoni di Fred Buscaglione e Leo Chiosso – Cetra, EP 0590
- 1957 – Le nuove canzoni di Fred Buscaglione e Leo Chiosso – Cetra, EP 0591
- 1957 – Whisky facile/Troviamoci domani a Portofino/Rock right/5–10–15 hours – Cetra, EP 0592
- 1957 – Armen's theme/Bonsoir, jolie madame/La cambiale/Too marvelous for words* – Cetra, EP 0593
- 1958 – Nel blu, dipinto di blu/Non potrai dimenticare/Fantastica/Cos'è un bacio – Fonit Cetra, EP 0620
- 1958 – Eri piccola così/Cocco bello/Vecchio boxeur/Vocca rossa – Fonit Cetra, EP 0621
- 1958 – Giorgio (del Lago Maggiore)/Dors, mon amour.../Sei chic/Come prima – Fonit Cetra, EP 0638
- 1958 – I love you forestiera (tre volte baciami)/Love in Portofino/Sogno d'estate/Non partir* – Fonit Cetra, EP 0639
- 1958 – Magic moments/Con tutto il cuore/Buonasera (signorina)/Let's bop – Fonit Cetra, EP 0645
- 1958 – Boccuccia di rosa/Donna di nessuno/Julia/Lontano da te – Fonit Cetra, EP 0647
- 1958 – Al chiar di luna porto fortuna/Juke box/Tequila/Ogni notte così – Fonit Cetra, EP 0648
- 1958 – Io/Mia cara Venezia/Lo stregone – Witch doctor/Non è così – Fonit Cetra, EP 0649
- 1958 – Buonasera (signorina)/Io/Ogni notte così/Sei chic – Fonit Cetra, EP 0654
- 1959 – Carina/Piove/Senza sogni/Strade – Fonit Cetra, EPE 3060
- 1959 – Guarda che luna/Piangi/Pity Pity/Tu... non devi farlo più – Fonit Cetra, EPE 3061
- 1959 – Señora/Terziglia/La tazza di tè/Cha cha cha de los cariñosos – Fonit Cetra, EPE 3062
- 1959 – Ciao Joe/Che notte/Le rififi/Pensa ai fatti tuoi – Fonit Cetra, EPE 3070
- 1959 – Lasciati baciare/Ricordati di Rimini/Sei donna/Un piccolo bacio – Fonit Cetra, EPE 3074
- 1959 – Le bambole d'Italia/Il dritto di Chicago/Sofisticata/Una sigaretta – Fonit Cetra, EPE 3094
- 1959 – Non sei bellissima/Mi sei rimasta negli occhi/Vuoi/Che bella cosa sei – Fonit Cetra, EPE 1764–3099
- 1960 – Ninna nanna del duro/A qualcuno piace Fred/Noi duri/Cielo dei bars – Fonit Cetra, EPE 3112

## Album in studio

### 33 giri
- 1956 – Fred Buscaglione & i suoi Asternovas – Cetra, LPA 42
- 1956 – Fred Buscaglione & i suoi Asternovas – Cetra, LPA 47
- 1957 – Le nuove canzoni di Fred Buscaglione – Cetra, LPA 92
- 1957 – Balliamo con Fred Buscaglione – Cetra, LPA 93
- 1958 – Fred Buscaglione & i suoi Asternovas – Cetra, LPA 108
- 1959 – 16 successi di Fred Buscaglione – Cetra, LPB 35007

### 16 giri
- 1958 – Fred Buscaglione & i suoi Asternovas - Cetra, LP16 N. 3[3]
- 1959 – Fred Buscaglione & i suoi Asternovas - Cetra, LP16 N. 5[4]

## Raccolte
- 1960 – Ricordo di Fred – Fonit Cetra, LPF 1
- 1987 – Il favoloso Fred Buscaglione – Warner Fonit
- 1989 – Fred Buscaglione – Fonit Cetra
- 1991 – I successi di Fred Buscaglione – Replay Music
- 1992 – Criminalmente Fred – Sugar Music
- 1993 – Golden Age – Freemus
- 2000 – Fred Buscaglione – Warner Fonit
- 2000 – L'italiano in Blues – Warner Fonit
- 2000 – Tutto Buscaglione – Elle U Multimedia
- 2001 – Fred Buscaglione – Fonit Cetra
- 2003 – A qualcuno piace Fred – Warner Music Italy
- 2009 – Che bambola! – Hobby & Work
- 2009 – Le più belle canzoni di Fred Buscaglione – Warner Music Italy
- 2009 – Tutto Fred. Che notte! – Rhino Records
- 2010 – Il meglio di Fred Buscaglione – Edel Music
- 2011 – Che Bambola! – Halidon
- 2011 – Whisky facile – Replay Music
- 2016 – Guarda che Luna – SMI